# Lauharulla pretiosa
Lauharulla pretiosa là một loài nhện trong họ Salticidae.
Loài này thuộc chi Lauharulla. Lauharulla pretiosa được Eugen von Keyserling miêu tả năm 1883.